# Antelope County
Antelope County is een county in de Amerikaanse staat Nebraska.
De county heeft een landoppervlakte van 2.220 km² en telt 7.452 inwoners (volkstelling 2000). De hoofdplaats is Neligh.

## Bevolkingsontwikkeling

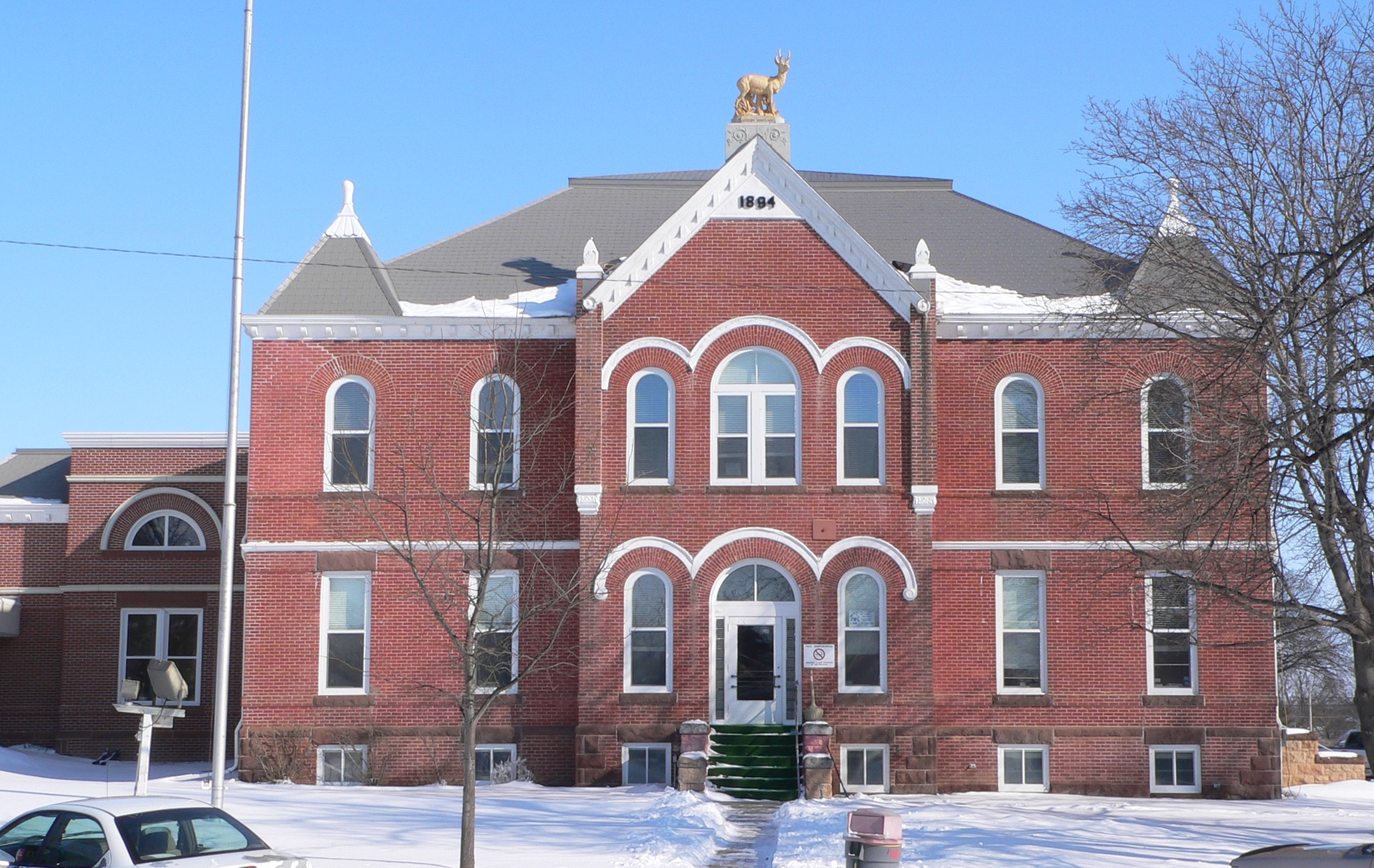
Antelope County Courthouse